# Michael Cuesta
Michael Cuesta (New York, 8 luglio 1963) è un regista statunitense.

## Biografia
Nato a New York, nel 1985 ha ricevuto un BFA in fotografia presso la School of Visual Arts. Debutta alla regia nel 2001, dirigendo, co-sceneggiando e producendo il film indipendente L.I.E., con Paul Dano e Brian Cox. Il film viene acclamato dalla critica ottenendo lodi al Sundance Film Festival e vincendo due Independent Spirit Awards.
Successivamente inizia a lavorare per la televisione, dirigendo tra il 2001 e il 2005 alcuni episodi della serie televisiva Six Feet Under, dopodiché dirige vari episodi di Dexter, di cui è anche co-produttore esecutivo. Sempre per la televisione dirige l'episodio pilota della serie The Oaks e il finale della seconda stagione di True Blood.
Nel 2009 dirige Tell-Tale, basandosi sul breve racconto di Edgar Allan Poe Il cuore rivelatore.

## Filmografia

### Regista

#### Lungometraggi
- L.I.E. (2001)
- 12 and Holding (2005)
- Tell-Tale (2009)
- Roadie (2011)
- La regola del gioco (Kill the Messenger) (2014)
- American Assassin (2017)

#### Serie televisive
- Six Feet Under – serie TV, 5 episodi (2002-2005)
- Dexter – serie TV, 5 episodi (2006)
- Babylon Fields – film TV (2007)
- The Oaks – serie TV, 1 episodio (2008)
- True Blood – serie TV, episodio 2x12  (2009)
- Blue Bloods – serie TV, episodio 1x01 (2010)
- Homeland - Caccia alla spia (Homeland) – serie TV, 9 episodi (2011-2012, 2020)
- Elementary – serie TV, episodio 1x01 (2012)
- Second Sight – film TV (2013)
- Babylon Fields – film TV (2014)
- Second Chance – serie TV, episodio 1x01 (2016)
- Billions – serie TV, episodio episodio 1x12 (2016)
- City on a Hill – serie TV, episodio 1x01 (2019)
- Dopesick - Dichiarazione di dipendenza (Dopesick) – miniserie TV (2021)
- Accused – serie TV (2023)
- Daredevil - Rinascita (Daredevil: Born Again) – serie TV, episodi 1x02 e 1x03 (2025-in corso)

### Produttore esecutivo

#### Serie televisive
- Dexter – serie TV, 5 episodi (2006)
- Babylon Fields – film TV (2007)
- The Oaks – serie TV, 1 episodio (2008)
- Blue Bloods – serie TV, episodio 1x01 (2010)
- Homeland - Caccia alla spia (Homeland) – serie TV, 9 episodi (2011-2012, 2020)
- Second Sight – film TV (2013)
- Second Chance – serie TV, episodio 1x01 (2016)
- City on a Hill – serie TV, episodio 1x01 (2019)
- Accused – serie TV (2023)

## Riconoscimenti
- 2012 – Premio Emmy[1]
  - Miglior serie tv drammatica per Homeland - Caccia alla spia
  - Candidatura per la regia per una serie tv drammatica per 	Eroe di guerra di Homeland - Caccia alla spia